# Amor bajo cero
Amor bajo cero es una película española de comedia romántica, estrenada el 2 de septiembre de 1960. Fue dirigida por Ricardo Blasco y protagonizada en los papeles principales por Concha Velasco y Tony Leblanc.

## Sinopsis
Con motivo de celebrarse en la estación de La Molina un concurso internacional de esquí, llegan a Barcelona un grupo de chicos y chicas que van a participar en el campeonato. Entre ellas destacan la campeona catalana Nuria Berenguer, una bella francesa llamada Brigitte, la joven italiana Silvana y una linda noruega cuyo nombre es Karin. La representación masculina la componen: Walter, del grupo canadiense, el suizo Michel, un joven de Capri y algunos esquiadores más. Todos los participantes hacen un completo recorrido turístico por la ciudad antes de marchar a disputar la competición. Mientras tanto, un marinero llamado Ramón, que se hace pasar por un oficial de la marina argentina, persigue a Nuria intentando enamorarla.

## Reparto
| Actor                  | Personaje                      |
| ---------------------- | ------------------------------ |
| Concha Velasco         | Nuria Berenguer                |
| Tony Leblanc           | Ramón Ramírez                  |
| George Rigaud          | Carlos                         |
| Katia Loritz           | Silvana                        |
| Ángel Jordán           | Michel                         |
| Marta Padovan          | Karin                          |
| Jaime Avellán          | Walter                         |
| Alberto Berco          | Joaquín                        |
| Ángela Bravo           | Brigitte                       |
| Matilde Muñoz Sampedro | Doña Remedios                  |
| Manuel Alexandre       | Entrenador del grupo de Madrid |
| Delia Luna             | Patricia                       |
| Emilio Fábregas        | Emilio Pujades                 |
| Pedro Osinaga          | Marco                          |
| Pedro Fenollar         | Camarero                       |